# 普罗布真尼亚 (扎波罗热州)
47°24′13″N 36°50′25″E / 47.40361°N 36.84028°E
普羅布真尼亞（直译：唤醒）是位於烏克蘭東南部的村莊，由扎波羅熱州波洛希區的卡姆揚卡市鎮負責管轄。該村始建於1918年，面積9.04平方公里，海拔高度207米，2001年人口95，人口密度每平方公里10.51人。